# 찌르레기
찌르레기(영어: white-cheeked starling 또는 grey starling)는 참새목 찌르레기과에 속하는 한 종이다. 한국에서는 여름철새이며 중부이남지역에서는 월동을 한다.

## 생김새
찌르레기는 대체로 회색을 띤 검은색을 띠고 있다. 머리와 날개는 검은 빛이 더 돌고, 얼굴과 눈 주위에는 하얀 깃털이 돋아 있다. 몸의 아래쪽 면은 회색이고, 배는 하얗다. 꽁지는 짧은 편이다. 찌르레기는 숲 가장자리 또는 공원에서 산다. 큰 나무의 나무 줄기의 구멍이나, 딱따구리가 이용한 둥지를 이용한다. 농촌의 마을 입구의 숲에는 흔히 볼 수 있고, 대개 무리를 지어 생활한다. 식물의 열매도 먹지만 지렁이 등 땅 속에 사는 작은 동물도 잘 먹는다.

## 소리
찌르레기는 주로 나무 위에서 생활하며 먹이를 찾아 땅 위로 내려올 때도 있다. 보통 때는 “찌르, 찌르릇” 하고 울다가 번식기가 되면 조금 더 맑고 높은 소리로 “큐킷, 큐리리리” 하고 운다.
찌르레기는 새끼들을 위협하는 적이 다가오면 “킷, 킷, 킷” 하고 날카로운 울음소리를 낸다. 구애를 할 때는 평소에 “찌르, 찌르릇" 하고 지저귈 때와는 또 다른 울음소리를 낸다.

## 번식 기간
찌르레기의 번식 기간은 3~7월 사이다. 특히 4월에서 5월 사이 짝짓기를 많이 하며, 한 배에 4~9개의 알을 낳는다. 암컷과 수컷이 서로 알을 품고, 품은 지 10일 정도 지나면 새끼가 나온다.